# Le Blues du chat bleu
Pour plus de détails, voir Fiche technique et Distribution.
Le Blues du chat bleu (Blue Cat Blues) est le 103e court métrage d'animation de la série américaine Tom et Jerry réalisé par William Hanna et Joseph Barbera, sorti le 16 novembre 1956. Il est également doublé Adieu aux vamps.

## Description
Ce cartoon met en scène Tom sur les rails d'un train tandis que Jerry le regarde un peu plus haut en disant d'une voix grave que pour Tom « ça sera bientôt fini ». Puis, un flash back montre Tom et Jerry en train de boire un jus d'orange. Puis, une chatte blanche passe devant les deux protagonistes, Tom tombe sous le charme. Une scène montre la chatte blanche qui dévisage le visage de Tom jusqu'à en faire un âne. Mais Tom a un rival, Butch qui, grâce à sa richesse, peut acheter des objets de luxe à la chatte blanche alors que Tom n'a pas les moyens. 
La scène suivante montre Tom signant des contrats qui stipulent clairement que Tom devra faire le don d'une de ses jambes, d'un de ses bras et de 20 ans d'esclavage, tout ça pour acheter une vieille voiture qui sera finalement écrasée par celle de Butch. Tom se met donc à boire tandis que la petite souris le supplie d'arrêter, mais en vain. Tom essaie donc de se noyer mais sera sauvé par la petite souris, puis une voiture passe avec Butch et la chatte blanche avec un panneau « Jeunes Mariés ». Puis, nous revenons à Tom sur les rails avec Jerry qui dit que personne n'avait une copine aussi fidèle qu'elle, mais une voiture passe avec la copine de Jerry et une autre souris avec écrit « Jeunes Mariés » derrière la voiture. Puis, la scène qui suit montre Jerry s'asseyant à côté de Tom attendant que le train les écrase avec les sifflements du train, pour finalement laisser place à l'écran de fin.

## Postérité
En 2012, le site Cracked.com écrit que Le Blues du chat bleu serait le dernier épisode de la série et que Tom et Jerry s'y suicideraient à sa fin. Cette idée se répand au cours des années qui suivent la publication de l'article, jusqu'à devenir une légende urbaine. En vérité, cet épisode n'est ni la représentation du suicide des protagonistes ni le dernier. Tom et Jerry continuent leurs aventures pendant une quinzaine d'épisodes ; le dernier épisode est lui diffusé deux ans plus tard en 1958, il s'agit de Bébé en vadrouille,.